# Atletica leggera ai Giochi della XI Olimpiade - Maratona

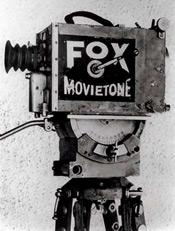
Video della gara (durata: 9'56")

La competizione della maratona di atletica leggera ai Giochi della XI Olimpiade si è disputata il giorno 9 agosto 1936 con partenza e arrivo allo Stadio Olimpico di Berlino.
La miglior prestazione mondiale è del giapponese Son Kitei con 2h26'42”, colta ai campionati nazionali nel 1935.

## Classifica
Son Kitei conduce la gara con facilità: quando decide di andarsene lascia il vuoto dietro di sé e vince con più di due minuti di vantaggio. In realtà il primo ed il terzo classificato non sono giapponesi, ma coreani. Il vero nome di Son Kitei infatti è Kee Chung Son e Shoryu Nan si chiama Nam Sung Yong. Il loro paese è stato annesso al Giappone dopo l'invasione nel 1910.
| Pos.    | Atleta                     | Nazione            | Tempo     |
| ------- | -------------------------- | ------------------ | --------- |
| Oro     | Son Kitei                  | Giappone           | 2h29'19"2 |
| Argento | Ernie Harper               | Gran Bretagna      | 2h31'23"2 |
| Bronzo  | Shoryu Nan                 | Giappone           | 2h31'42"0 |
| 4       | Erkki Tamila               | Finlandia          | 2h32'45"0 |
| 5       | Väinö Muinonen             | Finlandia          | 2h33'46"0 |
| 6       | Johannes Coleman           | Sudafrica          | 2h36'17"0 |
| 7       | Donald Robertson           | Gran Bretagna      | 2h37'06"2 |
| 8       | Jackie Gibson              | Sudafrica          | 2h38'04"0 |
| 9       | Mauno Tarkiainen           | Finlandia          | 2h39'33"0 |
| 10      | Thore Enochsson            | Svezia             | 2h43'12"0 |
| 11      | Stylianos Kyriakidis       | Grecia             | 2h43'20"0 |
| 12      | Nouba Khaled               | Francia            | 2h45'34"0 |
| 13      | Henry Palmé                | Svezia             | 2h46'08"4 |
| 14      | Franz Tuschek              | Austria            | 2h46'29"0 |
| 15      | Jimmy Bartlett             | Canada             | 2h48'21"4 |
| 16      | Émile Duval                | Francia            | 2h48'39"8 |
| 17      | Manuel Dias                | Portogallo         | 2h49'00"0 |
| 18      | Johnny Kelley              | Stati Uniti        | 2h49'32"4 |
| 19      | Miloslav Luňák             | Cecoslovacchia     | 2h50'26"0 |
| 20      | Felix Meskens              | Belgio             | 2h51'19"0 |
| 21      | Ján Takáč                  | Cecoslovacchia     | 2h51'20"0 |
| 22      | Rudolf Wöber               | Austria            | 2h51'28"0 |
| 23      | Ludovic Gal                | Romania            | 2h55'02"0 |
| 24      | Robert Nevens              | Belgio             | 2h55'51"0 |
| 25      | Anders Hartington Andersen | Danimarca          | 2h56'31"0 |
| 26      | Gabriel Mendoza            | Perù               | 2h57'17"8 |
| 27      | Tommy Lalande              | Sudafrica          | 2h57'20"0 |
| 28      | Artūrs Motmillers          | Lettonia           | 2h58'02"0 |
| 29      | Eduard Braesecke           | Germania           | 2h59'33"4 |
| 30      | Percy Wyer                 | Canada             | 3h00'11"0 |
| 31      | Fernand Le Heurteur        | Francia            | 3h01'11"0 |
| 32      | Wilhelm Rothmayer          | Austria            | 3h02'32"0 |
| 33      | Bronisław Gancarz          | Polonia            | 3h03'11"0 |
| 34      | Max Beer                   | Svizzera           | 3h06'26"0 |
| 35      | Guillermo Suárez           | Perù               | 3h08'18"0 |
| 36      | Boris Kharalampiev         | Bulgaria           | 3h08'53"8 |
| 37      | Arul Swami                 | India Britannica   | 3h10'44"0 |
| 38      | Josef Šulc                 | Cecoslovacchia     | 3h11'47"4 |
| 39      | Franz Eha                  | Svizzera           | 3h18'17"0 |
| 40      | Wang Zhenglin              | Repubblica di Cina | 3h25'36"4 |
| 41      | Stane Šporn                | Jugoslavia         | 3h30'47"0 |
| 42      | José Farías                | Perù               | 3h33'24"0 |
| -       | Juan Carlos Zabala         | Argentina          | Ritirato  |
| -       | Juan Acosta                | Cile               | Rit.      |
| -       | Franz Barsicke             | Germania           | Rit.      |
| -       | Tarzan Brown               | Stati Uniti        | Rit.      |
| -       | Giannino BulzonI           | Italia             | Rit.      |
| -       | Paul de Bruyn              | Germania           | Rit.      |
| -       | Kazimierz Fiałka           | Polonia            | Rit.      |
| -       | Aurelio Genghini           | Italia             | Rit.      |
| -       | Billy McMahon              | Stati Uniti        | Rit.      |
| -       | Jaime Mendes               | Portogallo         | Rit.      |
| -       | Bert Norris                | Gran Bretagna      | Rit.      |
| -       | Luis Oliva                 | Argentina          | Rit.      |
| -       | Tamao Shiwaku              | Giappone           | Rit.      |
| -       | Harold Webster             | Canada             | Rit.      |